# Homotopia
Nota: L'article pot necessitar alguna petita correcció

Els dos camins en negreta que hi ha dalt són homotòpics en relació als seus extrems. Les línies fines marquen isocontorns d'una possible homotopia.

En topologia, la noció d'homotopia recull l'ideal de què gaudeix la topologia de ser la geometria del full d'hule, és a dir, deformable. Dues aplicacions contínues d'un espai topològic en un altre es diuen homotòpiques (del grec homos = mateix i topos = lloc) si una d'elles es pot deformar contínuament en l'altra.
Una aplicació notable de l'homotopia és la definició dels grups homotòpics i cohomotòpics, invariants importants en la topologia algebraica.

## Definició formal

Una homotopia i la seva inversa, entre dues incrustacions del tor en : com la superfície d'un dònut i com la superfície d'una tassa de cafè. Aquest també és un exemple d’isotopia.

Dues aplicacions contínues {\displaystyle f,g:X\to Y} es diuen homotòpiques si hi ha una altra aplicació (contínua també) {\displaystyle H:X\times [0,1]\to Y} tal que:
{\displaystyle H(x,0)=f(x)\,}
{\displaystyle H(x,1)=g(x)\,}
Un exemple important és considerar les diferents classes (homotòpiques) de mapatges del cercle a un espai {\displaystyle X}
{\displaystyle S^{1}\to X\,}
l'estructura resultant és l'importantíssim grup fonamental.
Si pensem en el segon paràmetre d’H com el temps, aleshores H descriu una deformació contínua de f en g: en el temps 0 tenim la funció f i en el temps 1 tenim la funció g. També podem pensar en el segon paràmetre com un control lliscant que ens permet fer una transició suau de f a g a mesura que el lliscant es mou de 0 a 1, i viceversa.
Una notació alternativa és dir que una homotopia entre dues funcions contínues {\displaystyle f,g:X\to Y} és una família de funcions contínues {\displaystyle h_{t}:X\to Y} per {\displaystyle t\in [0,1]} de tal manera que {\displaystyle h_{0}=f} i {\displaystyle h_{1}=g}, i el mapa {\displaystyle (x,t)\mapsto h_{t}(x)} és continu des de {\displaystyle X\times [0,1]} a {\displaystyle Y} Les dues versions coincideixen en la configuració {\displaystyle h_{t}(x)=H(x,t)} No n'hi ha prou amb exigir a cada mapa {\displaystyle h_{t}(x)} ser continu.
L'animació que es repeteix a dalt a la dreta proporciona un exemple d'homotopia entre dues incrustacions, f i g, del tor en R3 X és el tor, Y R3, f és una funció contínua des del tor fins a R3 que porta el tor a la forma de superfície incrustada d'un dònut amb la qual comença l'animació; g és una funció contínua que porta el tor a la forma de superfície incrustada d'una tassa de cafè. L'animació mostra la imatge de ht (X) com a funció del paràmetre t, on t varia amb el temps de 0 a 1 durant cada cicle del bucle d'animació. Fa una pausa, després mostra la imatge a mesura que t varia de nou d'1 a 0, fa una pausa i repeteix aquest cicle.

### Propietats
Les funcions contínues f i g es diuen homotòpiques si i només si hi ha una homotopia H que porta f a g tal com s'ha descrit anteriorment. Ser homotòpic és una relació d'equivalència en el conjunt de totes les funcions contínues des de X fins a Y. Aquesta relació d'homotopia és compatible amb la composició de funcions en el sentit següent: si f1, g1: X → Y són homotòpics, f2, g2: Y → Z són homotòpics, aleshores les seves composicions f2 ∘ f1 g2 ∘ g1: X → Z també són homotòpics.

## Exemples
- Si {\displaystyle f,g:\mathbb {R} \to \mathbb {R} ^{2}} són donats per {\displaystyle f(x):=\left(x,x^{3}\right)} i {\displaystyle g(x)=\left(x,e^{x}\right)}, aleshores el mapa {\displaystyle H:\mathbb {R} \times [0,1]\to \mathbb {R} ^{2}} donat per {\displaystyle H(x,t)=\left(x,(1-t)x^{3}+te^{x}\right)} és una homotopia entre altres.

- Més generalment, si {\displaystyle C\subseteq \mathbb {R} ^{n}} és un subconjunt convex de l'espai euclidià i {\displaystyle f,g:[0,1]\to C} són camins amb els mateixos extrems, aleshores hi ha una homotopia lineal[5] (o homotopia en línia recta) donada per

- {\displaystyle {\begin{aligned}H:[0,1]\times [0,1]&\longrightarrow C\\(s,t)&\longmapsto (1-t)f(s)+tg(s).\end{aligned}}}

- Deixa {\displaystyle \operatorname {id} _{B^{n}}:B^{n}\to B^{n}} sigui la funció identitat a la unitat n - disc; és a dir, el conjunt {\displaystyle B^{n}:=\left\{x\in \mathbb {R} ^{n}:\|x\|\leq 1\right\}} Deixa {\displaystyle c_{\vec {0}}:B^{n}\to B^{n}} sigui la funció constant {\displaystyle c_{\vec {0}}(x):={\vec {0}}} que envia cada punt a l’origen. Aleshores, la següent és una homotopia entre ells:

- {\displaystyle {\begin{aligned}H:B^{n}\times [0,1]&\longrightarrow B^{n}\\(x,t)&\longmapsto (1-t)x.\end{aligned}}}

## Equivalència d'homotopia
Donats dos espais topològics X i Y, una equivalència d'homotopia entre X i Y és un parell d’aplicacions contínues f: X → Y i g: Y → X, de manera que g ∘ f és homotòpica a l’aplicació d'identitat id X i f ∘ g és homotòpic a id Y. Si existeix aquest parell, aleshores X i Y es diu que són equivalents en homotopia, o del mateix tipus d'homotopia. Aquesta relació d'equivalència en homotopia sovint es denota com {\displaystyle \simeq }. Intuïtivament, dos espais X i Y són homotopia equivalents si es poden transformar l'un en l'altre mitjançant operacions de flexió, contracció i expansió. Els espais que són homotopia equivalents a un punt s'anomenen contràctils.

### Equivalència d'homotopia vs. homeomorfisme
Un homeomorfisme és un cas especial d'equivalència d'homotopia, en què g ∘ f és igual a l'aplicació d'identitat id X (no només homotòpica a ella), i f ∘ g és igual a id Y. Per tant, si X i Y són homeomorfs, aleshores són equivalents en homotopia, però el contrari no és cert. Alguns exemples:
- Un disc sòlid és homotopicament equivalent a un sol punt, ja que es pot deformar el disc al llarg de línies radials contínuament fins a un sol punt. Tanmateix, no són homeomorfs, ja que no hi ha bijecció entre ells (ja que un és un conjunt infinit, mentre que l'altre és finit).

- La Cinta de Möbius i una banda no torçada (tancada) són equivalents en homotopia, ja que es poden deformar ambdues bandes contínuament fins a formar un cercle. Però no són homeomorfes.

### Homotopia nul·la
Una funció {\displaystyle f} es diu que és homotòpica nul·la si és homotòpica a una funció constant. (L'homotopia de {\displaystyle f} a una funció constant s'anomena de vegades homotopia nul·la.) Per exemple, un mapa {\displaystyle f} del cercle unitari {\displaystyle S^{1}} a qualsevol espai {\displaystyle X} és nul·lo-homòtopic precisament quan es pot estendre contínuament a una aplicació des del disc unitari {\displaystyle D^{2}} a {\displaystyle X} que coincideix amb {\displaystyle f} al límit.
D'aquestes definicions es desprèn que un espai {\displaystyle X} és contractible si i només si l'aplicació d'identitat de {\displaystyle X} a si mateix — sempre és una equivalència — homotopia— és nul·la-homòtopica.

## Invariància
L'equivalència d'homotopia és important perquè en topologia algebraica molts conceptes són invariants en homotopia, és a dir, respecten la relació d'equivalència d'homotopia. Per exemple, si X i Y són espais equivalents en homotopia, aleshores:
- X està connectat per camins si i només si Y ho està.

- X és simplement connex si i només si Y ho és.

- Els grups d'homologia i cohomologia (singulars) de X i Y són isomorfs.

- Si X i Y tenen connexió per camins, aleshores els grups fonamentals de X i Y són isomorfs, i també ho són els grups d'homotopia superior. (Sense la suposició de connexió per camins, es té π 1 (X, x 0) isomorf a π 1 (Y, f (x 0)) on f: X → Y és una equivalència d'homotopia i x0 ∈ X.)

Un exemple d'un invariant algebraic d'espais topològics que no és invariant en homotopia és l'homologia amb suport compacte (que és, a grans trets, l'homologia de la compactificació, i la compactificació no és invariant en homotopia).

## Variants

### Homotopia relativa
Per definir el grup fonamental, es necessita la noció d’homotopia relativa a un subespai. Aquestes són homotopies que mantenen fixos els elements del subespai. Formalment: si f i g són aplicacions contínues des de X fins a Y i K és un subconjunt de X, aleshores diem que f i g són homotòpics respecte a K si existeix una homotopia H: X × [0, 1] → Y entre f i g de manera que H(k, t) = f(k) = g(k) per a tot k ∈ K i t ∈ [0, 1]. A més, si g és una retracció de X a K i f és l'aplicació d'identitat, això es coneix com una retracció de deformació forta de X a K. Quan K és un punt, s'utilitza el terme homotopia apuntada.

### Isotopia
Quan dues funcions contínues f i g donades des de l'espai topològic X fins a l'espai topològic Y són immersions, hom es pot preguntar si es poden connectar mitjançant immersions. Això dóna lloc al concepte d'isotopia, que és una homotopia, H, en la notació utilitzada abans, de manera que per a cada t fixada, H (x, t) dóna una incrustació.
Un concepte relacionat, però diferent, és el d’isotopia ambiental.
Exigir que dues immersions siguin isotòpiques és un requisit més fort que que siguin homotòpiques. Per exemple, el mapa de l'interval [−1, 1] en els nombres reals definits per f (x) = − x no és isotòpica a la identitat g (x) = x. Qualsevol homotopia des de f fins a la identitat hauria d'intercanviar els extrems, cosa que significaria que haurien de passar l'un a l'altre. A més, f ha canviat l'orientació de l'interval i g no, cosa que és impossible sota una isotopia. Tanmateix, les aplicacions són homotòpiques; una homotopia des de f fins a la identitat és H: [−1, 1] × [0, 1] → [−1, 1] donat per H (x, i) = 2 yx − x.
Es pot demostrar que dos homeomorfismes (que són casos especials d'incrustacions) de la bola unitària que coincideixen en el límit són isotòpics utilitzant el truc d'Alexander. Per aquesta raó, el mapa del disc unitari a {\displaystyle \mathbb {R} ^{2}} definit per f (x, y) = (− x, − y) és isotòpica a una rotació de 180 graus al voltant de l'origen, i per tant l'aplicació d'identitat i f són isotòpiques perquè es poden connectar mitjançant rotacions.
En topologia geomètrica — exemple en la — de nusos— la idea d'isotopia s'utilitza per construir relacions d'equivalència. Per exemple, quan s'han de considerar iguals dos nusos? Prenem dos nusos, K1 i K2, en un espai tridimensional. Un nus és una immersió d'un espai unidimensional, el bucle de corda (o el cercle), en aquest espai, i aquesta immersió dóna un homeomorfisme entre el cercle i la seva imatge a l'espai d'immersió. La idea intuïtiva darrere de la noció d'equivalència de nusos és que es pot deformar una immersió en una altra a través d'un camí d'immersions: una funció contínua que comença a t. = 0 donant la incrustació K 1, que acaba a t = 1 que dóna la incrustació K₂, amb tots els valors intermedis corresponents a les incrustacions. Això correspon a la definició d'isotopia. Una isotopia ambiental, estudiada en aquest context, és una isotopia de l'espai més gran, considerada a la llum de la seva acció sobre la subvarietat incrustada. Els nusos K₁ i K₂ es consideren equivalents quan hi ha una isotopia ambiental que mou K₁ a K₂. Aquesta és la definició adequada en la categoria topològica.
S'utilitza un llenguatge similar per al concepte equivalent en contextos en què es té una noció més forta d'equivalència. Per exemple, un camí entre dues incrustacions suaus és una isotopia suau.

### Homotopia semblant al temps
En una varietat lorentziana, certes corbes es distingeixen com a temporals (representen alguna cosa que només va cap endavant, no cap enrere, en el temps, en cada marc local). Una homotopia temporal entre dues corbes temporals és una homotopia tal que la corba roman temporal durant la transformació contínua d'una corba a una altra. Cap corba temporal tancada (CTC) en una varietat lorentziana és homotòpica temporal a un punt (és a dir, homotòpica temporal nul·la); per tant, es diu que aquesta varietat està multiplicada per corbes temporals. Una varietat com la 3-esfera pot estar simplement connectada (per qualsevol tipus de corba) i, tanmateix, ser multiplicada per connexió temporal.

## Tipus homotòpics
Es diu que dos espais X , Y són del mateix tipus homotòpic, si hi ha un parell d'aplicacions {\displaystyle X{\stackrel {f}{\to }}Y} i {\displaystyle Y{\stackrel {g}{\to }}X} tals que {\displaystyle g\circ f} i {\displaystyle f\circ g} són homotòpiques de {\displaystyle Id_{X}} i {\displaystyle Id_{Y}} respectivament.
Sol ser utilitzat el símbol: {\displaystyle f\simeq g}, per indicar que els objectes f i g són homotòpics.
Com a exemples, una 1-esfera i un tor sòlid tenen el mateix tipus homotòpic. La superfície del toro amb un disc remogut té el mateix tipus homotòpic que un producte cartesià de dues 1-esferes (bouquet de dos cercles).

## Homotopia relativa

### Homotopia de complexos de cadena
En una varietat lorentziana, certes corbes es distingeixen com a temporals (representen alguna cosa que només va cap endavant, no cap enrere, en el temps, en cada marc local). Una homotopia temporal entre dues corbes temporals és una homotopia tal que la corba roman temporal durant la transformació contínua d'una corba a una altra. Cap corba temporal tancada (CTC) en una varietat lorentziana és homotòpica temporal a un punt (és a dir, homotòpica temporal nul·la); per tant, es diu que aquesta varietat està multiplicada per corbes temporals. Una varietat com la 3-esfera pot estar simplement connectada (per qualsevol tipus de corba) i, tanmateix, ser multiplicada per connexió temporal.

## Propietats

### Propietats d'elevació i extensió
Si tenim una homotopia {\displaystyle H:X\times [0,1]\rightarrow Y} i una coberta {\displaystyle p:{\overline {Y}}\rightarrow Y} i ens donen un mapa {\displaystyle {\overline {h}}_{0}:X\rightarrow {\overline {Y}}} de tal manera que {\displaystyle H_{0}=P\circ {\overline {h}}_{0}} ({\displaystyle {\overline {h}}_{0}} s'anomena ascensor de {\displaystyle h_{0}}), aleshores podem aixecar-ho tot {\displaystyle H} a un mapa {\displaystyle {\overline {H}}:X\times [0,1]\rightarrow {\overline {Y}}} de tal manera que {\displaystyle p\circ {\overline {H}}=H} La propietat d'elevació d'homotopia s'utilitza per caracteritzar les fibracions.
Una altra propietat útil que implica l'homotopia és la propietat d'extensió d'homotopia, que caracteritza l'extensió d'una homotopia entre dues funcions des d'un subconjunt d'algun conjunt fins al mateix conjunt. És útil quan es tracta de cofibracions.

### Grups
Com que la relació entre dues funcions {\displaystyle f,g\colon X\to Y} ser homotòpic respecte a un subespai és una relació d'equivalència, podem observar les classes d'equivalència de les aplicacions entre una X i una Y fixes. Si fixem {\displaystyle X=[0,1]^{n}}, l'interval unitari [0, 1] es va creuar amb si mateix n vegades, i prenem el seu límit {\displaystyle \partial ([0,1]^{n})} com a subespai, aleshores les classes d'equivalència formen un grup, denotat per {\displaystyle \pi _{n}(Y,y_{0})}, on {\displaystyle y_{0}} és a la imatge del subespai {\displaystyle \partial ([0,1]^{n})}.
Podem definir l'acció d'una classe d'equivalència sobre una altra, i així obtenim un grup. Aquests grups s'anomenen grups d'homotopia. En el cas {\displaystyle n=1}, també s'anomena grup fonamental.

### Categoria d'homotopia
La idea d'homotopia es pot convertir en una categoria formal de la teoria de categories. La categoria d'homotopia és la categoria els objectes de la qual són espais topològics, i els morfismes de la qual són classes d'equivalència d'homotopia de funcions contínues. Dos espais topològics X i Y són isomorfs en aquesta categoria si i només si són equivalents en homotopia. Aleshores, un functor de la categoria d'espais topològics és invariant en homotopia si es pot expressar com un functor de la categoria d'homotopia.
Per exemple, els grups d'homologia són invariants d'homotopia functorial: això significa que si f i g de X a Y són homotòpics, aleshores els homomorfismes de grup induïts per f i g al nivell dels grups d'homologia són els mateixos: H n (f) = H n (g): H n (X) → H n (Y) per a tot n. De la mateixa manera, si X i Y estan a més connectats per camins, i l'homotopia entre f i g és apuntada, aleshores els homomorfismes de grup induïts per f i g al nivell dels grups d'homotopia també són els mateixos: π n (f) = π n (g): πn (X) → πn (Y).

## Aplicacions
Basant-se en el concepte d'homotopia, s'han desenvolupat mètodes de càlcul per a equacions algebraiques i diferencials. Els mètodes per a equacions algebraiques inclouen el mètode de continuació d'homotopia i el mètode de continuació (vegeu continuació numèrica). Els mètodes per a equacions diferencials inclouen el mètode d'anàlisi d'homotopia.
La teoria d'homotopia es pot utilitzar com a fonament de la teoria d'homologia: es pot representar un funtor de cohomologia en un espai X mitjançant aplicacions de X en un espai fix apropiat, fins a l'equivalència d'homotopia. Per exemple, per a qualsevol grup abelià G, i qualsevol complex CW basat X, el conjunt {\displaystyle [X,K(G,n)]} de classes d'homotopia basades en aplicacions basades de X a l’espai d'Eilenberg-MacLane {\displaystyle K(G,n)} està en bijecció natural amb el grup de cohomologia singular n -èsim {\displaystyle H^{n}(X,G)} de l'espai X. Es diu que l’espectre omega dels espais d'Eilenberg-MacLane representen espais per a cohomologia singular amb coeficients a G. Utilitzant aquest fet, les classes d'homotopia entre un complex CW i un espai múltiplement connex es poden calcular utilitzant la cohomologia tal com es descriu al teorema de Hopf-Whitney.
Recentment, la teoria de l'homotopia s'ha utilitzat per desenvolupar models generatius basats en l'aprenentatge profund, com ara models de difusió i models generatius basats en flux. Pertorbar els estats complexos no gaussians és una tasca difícil. Mitjançant l'aprenentatge profund i l'homotopia, aquests estats complexos es poden transformar en estat gaussià i pertorbar-se lleugerament per tornar-los a transformar en estats complexos pertorbats.